# Hideaki Nagai
 (juillet 2025).
Si vous disposez d'ouvrages ou d'articles de référence ou si vous connaissez des sites web de qualité traitant du thème abordé ici, merci de compléter l'article en donnant les références utiles à sa vérifiabilité et en les liant à la section « Notes et références ».
Hideaki Nagai (永井 秀昭, Nagai Hideaki), né le 5 septembre 1983 à Ashiro, Iwate (en), est un coureur du combiné nordique japonais.

## Carrière
Il fait ses débuts en compétition internationale en février 2004, lors d'une épreuve de la Coupe du monde B se déroulant à Iiyama (Japon). Sa première expérience dans l'élite du combiné a lieu aux Championnats du monde 2007 à Sapporo, où il prend part à la compétition par équipes.
Après son premier podium en Coupe continentale, intervient sa première apparition en Coupe du monde en février 2012 à Val di Fiemme, où il marque ses premiers points avec 18e place sur la deuxième manche. C'est aussi dans cette localité qu'il obtient son premier résultat significatif au niveau international, lorsqu'il se classe cinquième au grand tremplin aux Championnats du monde. 
Lors de la saison 2013-2014, il obtient son premier podium lors d'une compétition par équipes à Kuusamo. Cet hiver, il est sélectionné pour les Jeux olympiques de Sotchi, où il se classe 22e et 26e en individuel, puis 5e par équipes. Lors de l'édition 2018, il est 12e et 14e en individuel, ainsi que quatrième par équipes. Entre-temps, il signe son meilleur résultat individuel en Coupe du monde avec une sixième place à Sapporo en 2017.
Il compte deux quatrièmes places à l'épreuve par équipes aux Championnats du monde en 2017 et 2019.

## Palmarès

### Jeux olympiques d'hiver
| Épreuve / Édition   | Individuel     | Individuel     | Par équipes Grand tremplin |
| Épreuve / Édition   | Petit tremplin | Grand tremplin | Par équipes Grand tremplin |
| JO 2014 Sotchi      | 22e            | 26e            | 5e                         |
| JO 2018 Pyeongchang | 14e            | 12e            | 4e                         |
| JO 2022 Pékin       | -              | 31e            | Bronze                     |

### Championnats du monde
| Épreuve / Édition           | Individuel     | Individuel            | Par équipes Grand tremplin | Par équipes Grand tremplin |
| Épreuve / Édition           | Petit tremplin | Sprint Grand tremplin | Par équipes Grand tremplin | Par équipes Grand tremplin |
| Mondiaux 2007 Sapporo       | -              | -                     | 8e                         | 8e                         |
| Épreuve / Édition           | Individuel     | Individuel            | Par équipes                | Par équipes                |
| Épreuve / Édition           | Petit tremplin | Grand tremplin        | Grand tremplin Sprint      | Petit tremplin Relais      |
| Mondiaux 2013 Val di Fiemme | 18e            | 5e                    | -                          | -                          |
| Mondiaux 2015 Falun         | 18e            | -                     | -                          | 6e                         |
| Mondiaux 2017 Lahti         | 20e            | 29e                   | -                          | 4e                         |
| Mondiaux 2019 Seefeld       | 20e            | 17e                   | -                          | 4e                         |
| Mondiaux 2021 Seefeld       | 18e            | 21e                   | -                          | 4e                         |

### Coupe du monde
- Meilleur classement général : 22e en 2017.
- Meilleur résultat individuel : 6e.
- 3 podiums par équipes.

#### Différents classements en Coupe du monde
| Année     | Classement général final |
| 2011-2012 | 49e                      |
| 2012-2013 | 23e                      |
| 2013-2014 | 29e                      |
| 2014-2015 | 41e                      |
| 2015-2016 | 25e                      |
| 2016-2017 | 22e                      |
| 2017-2018 | 33e                      |
| 2018-2019 | 29e                      |
| 2019-2020 | 34e                      |
| 2020-2021 | 31e                      |
| 2021-2022 | 25e                      |